# HIMES
HIMES（ハイムス、Highly Maneuverable Experimental Space Vehicle）は、文部省宇宙科学研究所（現宇宙航空研究開発機構宇宙科学研究所）が単段式宇宙往還機実現を目標として開発研究を行っていた有翼飛翔体の実験機、完全再使用型弾道飛行機である。

## 概要
液体水素/液体酸素エンジンの発展を背景として、東京大学宇宙航空研究所教授（当時）長友信人によって提案されたものである。その後の宇宙科学研究所への改組後1982年に所内外の研究者によって有翼飛翔体ワーキンググループが発足され、研究が行われていくことになった。スペースシャトルの次世代である単段式宇宙往還機の日本独自での開発を目標として研究が進められたが、宇宙科学研究所の規模で行える基礎研究を行っていくという方向性で完全再使用型弾道飛行機であるHIMESが提案され、開発計画が進められた。当初は推進や大気圏外からの帰還に関する研究計画が立案され、その中で特に揚力飛行による再突入をする機体の研究が行われた。
2機のリモートコントロールによる機体飛行特性同定試験、計5機のオートパイロットによる低速滑空試験と飛翔試験、それらの成果を受けた2機の再突入実験が行われた。
エンジンの性能不足を補うために、リニアモーターによるカタパルトを用いた発射方式や気球から発射されるロックーン方式が検討され、リニアモーターを用いた発射システムの構想は京谷好泰と長友信人による共同発表で世界的に話題を呼んだ。

## 推進系の開発
推進系としては以前より宇宙研で研究が推められていた液水液酸エンジンの技術を応用発展させ第1段用に推力を増強したものが計画されており、独自開発したノズルと燃焼機内に熱交換機を設ける形式の高圧エキスパンダーサイクル (HIPEX) のエンジンを用いる予定であった。熱交換機関連の基礎開発試験に引続き、低燃焼内圧でのエンジンシステムを用いた実証試験が行われ性能が実証されている。このエンジンで培われた技術はATREXへと引き継がれた。

## HIMES仕様
- 全長：13.6m
- 翼幅：9.3m
- 総重量：13.8t
- 乾燥重量：2.8t
- 搭載重量：500kg
- 到達高度：250km

HIPEXエンジン
- 推進剤：LOX/LH2
- サイクル：エキスパンダーサイクル
- 真空推力：14tf
- 真空比推力：435s
- スロットリング（推力調整）：23% - 100%
- 再着火能力：有
- 搭載機数：2機

## 模型飛行実験
1983年9月25日に三陸大気球実験場で行われた。実験は気球によって300m上空に係留した機体を切り離し、約20秒間の滑空飛行中にリモートコントロールによる操舵によって機体を運動させ、対空速度や姿勢および機体の角速度をテレメトリとして送信するという計画であった。風の影響で飛行時間が短くなる等、多少の問題は起きたものの実験は成功した。

## 滑空飛行実験
1986年6月と1987年10月に秋田県能代市沖でヘリコプターを利用した低空での滑空飛行試験が行われた。

### 第1回滑空飛行実験
第1回滑空飛行実験は、1986年6月10日から6月18日にかけて能代実験場沖6kmの海上において行われた。低速における有翼飛翔体の空力的特性および飛行力学的特性の取得と、飛行制御技術の確率が主な実験目的であり、高度1kmでヘリコプターから切り離し秒速60mで飛行する計画であった。第1回飛行実験は6月14日09:15に行われたが、切り離し直後に失速し滑空に失敗した。第1回のテレメトリーデータを受けて空力特性および制御パラメータの見直しが行われ、第2回飛行実験は6月14日16:40に行われた。第2回では機体は正常に滑空し、搭載システムによる制御が開始された後、約50秒間の旋回飛行を行い、海面に着水した。すべての計測データは正常に取得された。

### 第2回滑空飛行実験
第2回滑空飛行実験は、1987年10月19日から10月27日にかけて、能代実験場沖の海上において行われた。実験には3機の実験機が用いられ、低速における有翼飛翔体の飛行特性の取得、姿勢制御機能の確認、地上系とのリンクによる誘導が主な実験目的であった。姿勢制御機能の確認、地上からの誘導による長秒時の定常直線飛行および旋回能力確認のための旋回飛行の順で実験は進められ、3機すべての機体で良好な飛行結果が得られた。また、海水スイッチを利用したフロートによる洋上回収が行われた他、2回目の実験で光学観測に成功するなど、当初予定していた以上の成果も得られた。

## 再突入実験
高度約73kmから再突入を行う実験であり、日本初の空力制御による再突入実験であった。実験は気球からロケットと実験機を打ち上げるというロックーン方式で行われた。これは地上発射式観測ロケットを用いる方法をとるとすると、荷重や空力加熱が再突入時と比較して大きくなり、構造や機体材料の選定条件において打ち上げ時の条件が支配的になってしまうという問題があったためである。また、非対称形状をもつ機体を打ち上げることになるため、飛行制御には最小限の能力で対応するのが望ましいということもあった。
RFT-1とRFT-2の2回の実験が行われRFT-1では気球フェイズで失敗したが、問題対策を行った後のRFT-2では一部の飛翔に異常が生じたものの一連の実験を成功させた。

### RFT-1
天候の関係によって当初の予定より3日遅れの1988年9月21日午前5時45分、鹿児島宇宙空間観測所からB15-RFT-1に搭載されて放球された。天候は非常によく、順調な上昇を続けたが、高度18kmに達し水平航行に移る6時50分に気球が破裂、下降を開始した。地上からの電波指令によってゴンドラを分離、パラシュートによって内之浦沖約80kmの海上に7時8分着水させた。実験機本体は失われてしまった。

### RFT-2
3年半をかけた新型の繊維強化気球の開発によって気球破裂対策を行い、1992年に再び実験が行われた。2月15日午前6時4分にB15-79(RFT-2)に搭載されて鹿児島宇宙空間観測所Μ台地から放球され、高度18kmまで上昇した。水平航行に移行した後、午前8時にゴンドラを分離、1秒後にブースタに点火、実験機を打ち上げた。実験機はその後高度67kmまで上昇し、予定通りの再突入実験が行われた。ガスジェットスラスタによる制御フェイズ、空力制御フェイズへの遷移を順調にこなし、空気力による飛行状態へと移行した。減速を行った後に滑空状態を継続する予定であったが、この段階において予期しない回転運動が発生した。数回回転した後に通常の滑空状態へと戻り、その後予定のコースは外れたものの滑空状態を続け、滑空時の状態については想定通りの結果が得られた。

## 計画中止と成果
再突入実験以降には滑空飛行実験と再突入実験のを活かし、地上からの航行援助システム研究も併せて実験システムとしての確立を狙った着陸誘導実験が計画されていた。しかし、それ以後に必要とされる予算の規模が宇宙科学研究所でまかないきれるものでないと判断されたことから開発計画は中止されることになる。後に宇宙開発事業団 (NASDA) と航空宇宙技術研究所 (NAL) が共同で研究開発を行ったHOPEにおいて、HIMESで行われた基礎研究の成果が尾翼形状等に活かされた。

## 風洞模型および実験機の仕様

### 低速風洞用自由飛行模型
- 全長：約 280 mm
- 木+アルミニウム合金製

### 超音速風洞用空気力測定模型
- 全長：約 200 mm
- ステンレス合金製

### 滑空飛行実験機
- 全長：2 m
- 重量：110 kg

### 再突入実験機
気球（B15）
- 全長：28.44 m
- 直径：32.31 m
- 気球容積：14,158 m3
- 気球重量：148 kg
- 最適ペイロード：1,000 kg
- 放球時全重量：1,250 kg
- 上昇速度：275 m/min
- 上昇高度：約 19 km

打ち上げ時
- 全長：3.5 m
- 全幅：2.5 m
- 全備重量：476.56 kg
- 乾燥重量：264.96 kg

ブースタ（KM-D改）
- 全長：1.5 m
- 全幅：2.5 m
- 全備重量：302.83 kg
- 推薬重量：211.60 kg

実験機本体
- 全長：2 m
- 全幅：1.48 m
- 全備重量：173.73 kg
- 姿勢制御装置：GN2コールドガスジェットスラスタ
- 製造：川崎重工

## 関連事項
- 宇宙船
- スペースプレーン
- 単段式宇宙往還機
- ロックーン
- 宇宙航空研究開発機構
- 宇宙開発事業団
  - HOPE (宇宙往還機)
    - HOPE-X
- 宇宙科学研究所
- 航空宇宙技術研究所